# Aghios Panteleimon (Myrtou)

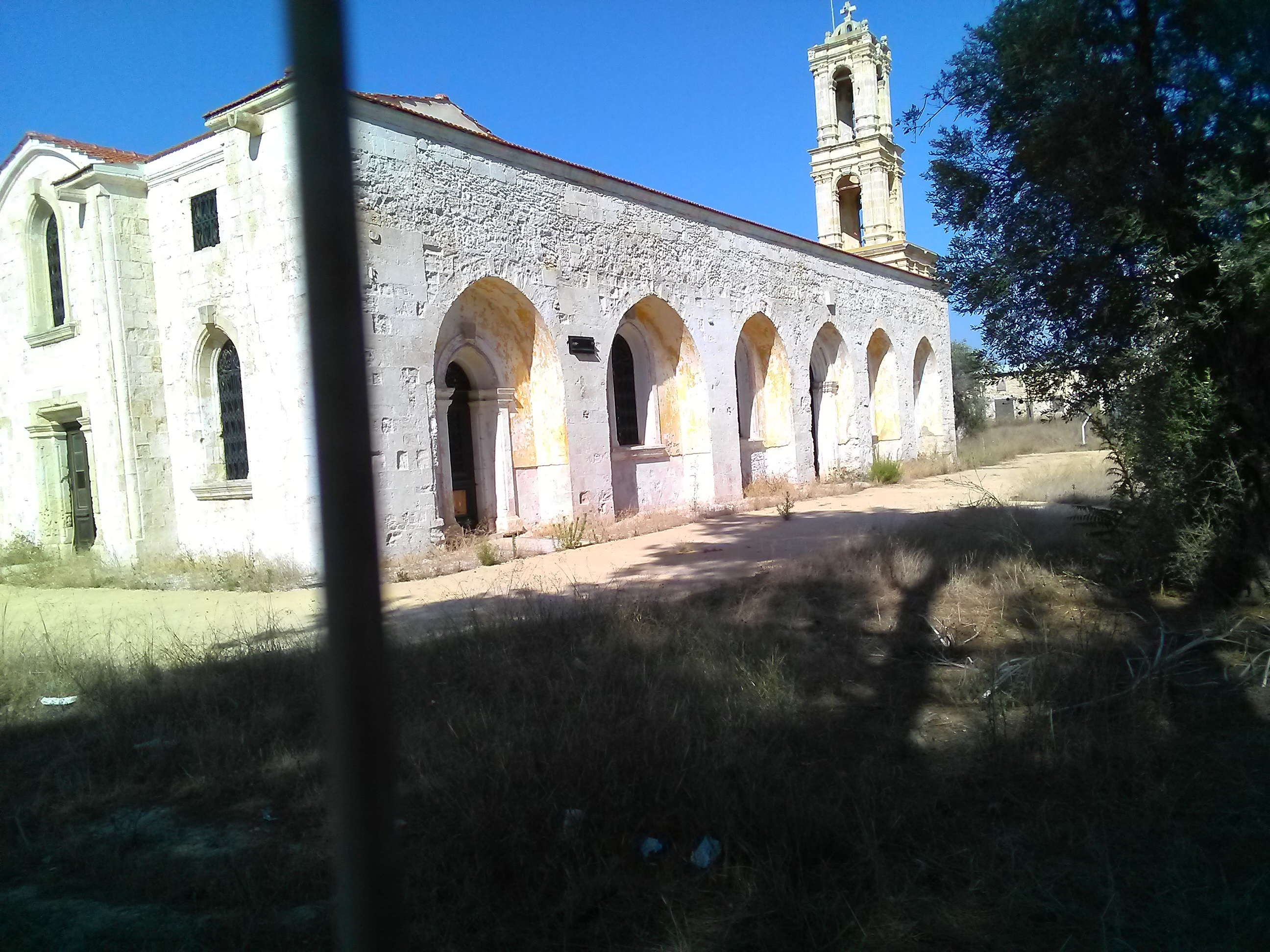
Das ehemalige Kloster Aghios Panteleimon 2018

Das Kloster Aghios Panteleimon von Myrtou (griechisch Μοναστήρι Αγίου Παντελεήμονα στη Μύρτου türkisch Panteleemon Manastırı, Çamlıbel) im Bezirk Kyrenia (Distrikt Girne) in  Zypern ist ein ehemaliges griechisch-orthodoxes Kloster, das dem Hl. Pantaleon geweiht ist. 
Das Kloster wurde angeblich im 11. Jahrhundert gegründet, die erhaltenen Bauten des Klosters stammen aus dem 16. und 17. Jahrhundert. Seit der türkischen Besetzung Nordzyperns 1974 ist das Kloster nicht mehr in Benutzung.
Das Kloster wurde 2015 durch das technische Komitee zur Erhaltung des kulturellen Erbes in Zypern restauriert. Das Komitee engagierte dafür Zyprioten aus beiden Teilen der geteilten Insel.